# Åmadgyl
Åmadgyl är en sjö i Tingsryds kommun i Småland och ingår i Mörrumsåns huvudavrinningsområde. Sjön är 4 meter djup, har en yta på 0,0427 kvadratkilometer och befinner sig 128 meter över havet.